# Oxyvinia vittata
Oxyvinia vittata är en tvåvingeart som beskrevs av Guilherme A.M.Lopes 1982. Oxyvinia vittata ingår i släktet Oxyvinia och familjen köttflugor.
Artens utbredningsområde är Bolivia. Inga underarter finns listade i Catalogue of Life.